# شيرازان (همبرات)
شیرازان (بالفارسية: شیرازان) هي قرية تقع في إيران في قسم همبرات الريفي. يقدر عدد سكانها بـ 127 نسمة بحسب إحصاء 2016.